# Microcerella hypopygialis
Microcerella hypopygialis är en tvåvingeart som först beskrevs av Townsend 1915.  Microcerella hypopygialis ingår i släktet Microcerella och familjen köttflugor. Inga underarter finns listade i Catalogue of Life.